# Spilosoma lutescens
Spilosoma lutescens är en fjärilsart som beskrevs av Walker 1855. Spilosoma lutescens ingår i släktet Spilosoma och familjen björnspinnare. Inga underarter finns listade i Catalogue of Life.